# Пуровск
Пу́ровск — упразднённый посёлок в Пуровском районе Ямало-Ненецкого автономного округа России.

## География
Расположен на реке Пякупур, в 533 км к юго-востоку от Салехарда и в 8 км к западу от Тарко-Сале, что на противоположном правом берегу Пякупура, недалеко от его слияния с Айваседапуром в Пур.

## История
Администрация поселка Пуровск по своему административно-территориальному делению образована 17 октября 1979 года №328 Решением исполнительного комитета Тюменского областного Совета народных депутатов. В состав территории входил поселок Сывдарма и (поселок Ягенетта), образованный Решением Исполкома Пуровского районного Совета народных депутатов от 16 марта 1983 года № 32.
Законом Ямало-Ненецкого автономного округа от 20 декабря 2004 года № 113 ЗАО «О наделение статусом, определении административного центра и установлении границ муниципальных образований Пуровского района» населенные пункты Пуровск и Сывдарма наделены статусом сельского поселения Пуровское.
Упразднён в июне 2023 года и включён в город Тарко-Сале.

## Население
| 1989 | 2002  | 2010  | 2021  |
| ---- | ----- | ----- | ----- |
| 2442 | ↘2365 | ↗2378 | ↘1665 |

## Транспорт
Через посёлок проходит трасса Сургут — Салехард. Также в посёлке существует станция, через которую проходят поезда в Новый Уренгой.

## Инфраструктура
В посёлке находится четыре продуктовых магазина, один детский сад, средняя общеобразовательная школа, Детская Школа искусств, поселковый молодёжный центр «Юность», библиотека, Пуровская врачебная амбулатория, отделение «Почты России», стадион, отделение пожарной части, две АЗС, придорожный комплекс «Врата Арктики» с гостиницей, кафе, рестораном, саунами и банями, бильярдом и магазином автозапчастей.